# Punotia lagopus
Punotia lagopus ist die einzige Pflanzenart der monotypischen Gattung Punotia in der Familie der Kakteengewächse (Cactaceae). Das Artepitheton lagopus bedeutet ‚Hasenfuß‘ und verweist auf die dicht behaarten Triebabschnitte der Art.

## Beschreibung
Punotia lagopus wächst in sehr dichten, großen Polstern von bis über 1 Meter Durchmesser und einer Höhe von 60 Zentimeter. Die gehöckerten und dicht behaarten Triebabschnitte sind kurz zylindrisch und bis zu 25 Zentimeter und mehr lang. Gelegentlich sind sie kürzer und kugelförmig. Aus den darauf befindlichen Areolen entspringen sehr feine bis zu 2 Zentimeter lange Haare die in nur einer Reihe angeordnet sind. Die weißen, leicht abfallenden Glochiden sind nur spärlich vorhanden und von 1 bis 1,5 Zentimeter Länge. Die bis zu 7 Millimeter langen Blattrudimente sind zwischen den Haaren verborgen. Der einzelne gelbe Dorn ist 2 bis 2,5 Zentimeter lang.
Die goldgelben Blüten sind 2 bis 3 Zentimeter lang. Das Perikarpell ist zur Spitze hin behaart. Die eiförmigen, dünnwandigen Früchte sind vor der Reife hell gelbgrün und werden dann hell rosafarben.

## Verbreitung, Systematik und Gefährdung
Punotia lagopus ist im Hochland der peruanischen Region Puno sowie Bolivien im Departamento La Paz in Höhenlagen von etwa 4100 bis 4700 Metern verbreitet.
Die Erstbeschreibung als Opuntia lagopus durch Karl Moritz Schumann wurde 1903 veröffentlicht. David Richard Hunt stellten die Art 2011 in die Gattung Punotia. Weitere nomenklatorische Synonyme sind Tephrocactus lagopus (K.Schum.) Backeb. (1936), Tephrocactus floccosus var. lagopus (K.Schum.) F.Ritter (1981), Austrocylindropuntia lagopus (K.Schum.) F.Ritter (1981, nom. inval.), Austrocylindropuntia lagopus (K.Schum.) I.Crook, J.Arnold & M.Lowry (2003) und Andinopuntia lagopus (K.Schum.) Guiggi (2011).
In der Roten Liste gefährdeter Arten der IUCN wird die Art als „Vulnerable (VU)“, d. h. als gefährdet geführt.

## Nachweise